# Lubno (Wałcz)
Lubno (deutsch Lüben) ist ein Dorf in der Landgemeinde (Gmina) Wałcz (Deutsch Krone) im Powiat Wałecki (Deutsch Kroner Kreis) der polnischen Woiwodschaft Westpommern.

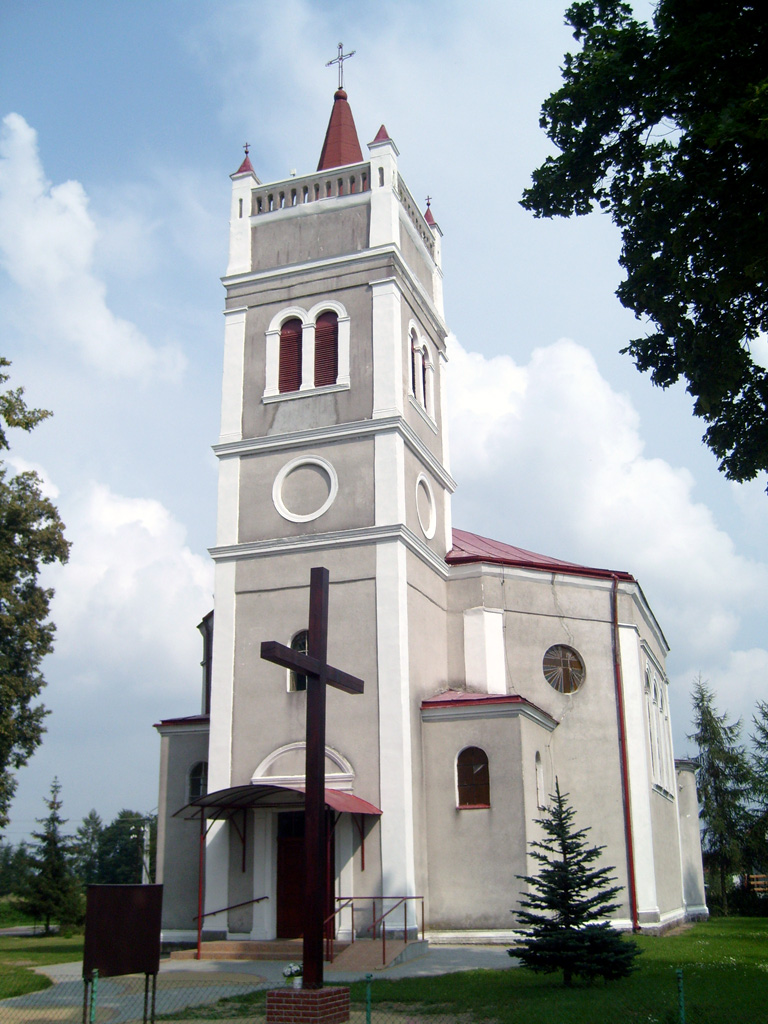
Dorfkirche, bis 1945 Gotteshaus der evangelischen Gemeinde Lüben, erbaut 1875 nach Plänen von Georg Erbkam (Aufnahme 2007)

## Geographische Lage
Das Dorf liegt im Netzedistrikt des ehemaligen Westpreußen, südlich am Köpenick-See, etwa neun Kilometer nordwestlich von Wałcz (Deutsch Krone) und 15 Kilometer östlich  von Mirosławiec (Märkisch Friedland).

## Geschichte
Die Ortschaft gehörte früher zu den sogenannten Goltzer Gütern in der Region, die sich im Besitz der Familie von der Goltz befanden. Das Dorf Lüben war am Anfang des 16. Jahrhunderts zusammen mit den Dörfern Appelwerder und Hohenstein durch Marten und Arnd von der Goltz gegründet worden. Ältere Ortsbezeichnungen sind Łubno (1590) und Lieben (1754). Im Jahr 1789 gelangte das Gut Lüben aus dem Landrat von Sackenschen Güterkomplex an Carl George Ferdinand von Falckenhayn.
Um 1930 hatte Lüben drei Wohnplätze:
- Lüben
- Vorwerk Lasserre
- Vorwerk Schäferei

Im Jahr 1945 gehörte Lüben zum Landkreis Deutsch Krone im Regierungsbezirk Grenzmark Posen-Westpreußen der preußischen Provinz Pommern des Deutschen Reichs. Lüben war Sitz des Amtsbezirks Lüben.
Im Februar 1945 wurde Lüben von der Roten Armee besetzt. Nach Beendigung der Kampfhandlungen wurde die Region seitens der sowjetischen Besatzungsmacht zusammen mit ganz Hinterpommern und der südlichen Hälfte Ostpreußens – militärische Sperrgebiete ausgenommen – der Volksrepublik Polen zur Verwaltung überlassen. Es wanderten nun Polen zu. Lüben wurde unter der polnischen Ortsbezeichnung „Lubno“ verwaltet. Die einheimische Bevölkerung wurde von der polnischen Administration aus Lüben vertrieben.

### Demographie
| Jahr | Einwohner | Anmerkungen |
| ---- | --------- | --- |
| 1783 | –         | Lueben, adliges Dorf und Vorwerk nebst einer evangelischen Kirche, im Netzedistrikt, Kreis Krone, 30 Feuerstellen (Haushaltungen)                                            |
| 1818 | 237       | Dorf, adlige Besitzung, Mutterkirche |
| 1910 | 563       | am 1. Dezember, davon 278 im Dorf (269 Evangelische, neun Katholiken; fünf Einwohner mit polnischer Muttersprache) und 285 (281 Evangelische, vier Katholiken) im Gutsbezirk |
| 1925 | 592       | darunter 584 Evangelische und acht Katholiken |
| 1933 | 611       | [ 8 ] |
| 1939 | 573       | [ 8 ] |

## Kirche
Im Jahr 1575 erbaute Marten von der Goltz in Lüben die evangelische Kirche in Steinfachwerk mit hölzernem Turm. Auf der Kirchenglocke befand sich die Inschrift: verbum dei manet in aeternum 1575. 1875 wurde die Kirche abgebrochen und vom Patron eine neue nach den Plänen des Berliner Baurats Georg Erbkam massiv in der Form eines länglichen Oktogons erbaut und am 2. Juli 1876 eingeweiht. Die Kirche hatte zwei Glocken, jedoch keine Orgel.
Vor 1945 wirkten als evangelische Geistliche:
- Joachim Thomas, † 1599[2]
- Gabriel Nindertheim, 1600–1649[2]
- Matthäus Werbitz, 1651–1687[2]
- Johann Friedrich Hering, 1687–1724[2]
- David Kypke, 1726–1756[2]
- Christlieb Kypke, 1757–1793[2]
- Carl Gottlieb Zeifler, 1796[2]
- Thomas Christian Bruhn, 1859–1865[9]